# Rendición incondicional

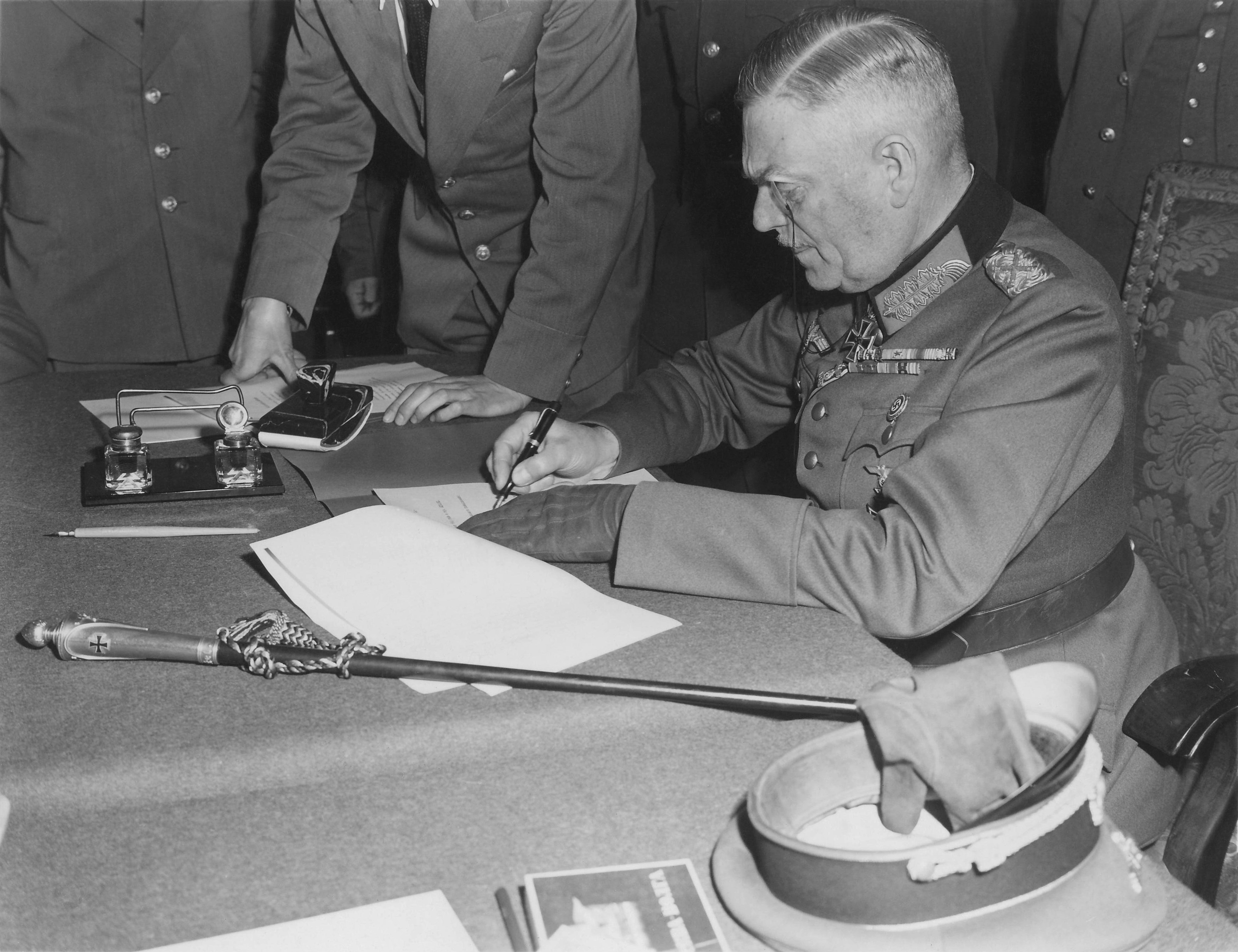
El mariscal de campo alemán Wilhelm Keitel firma el acta definitiva de rendición incondicional para el ejército alemán en Berlín, el 8 de mayo de 1945.

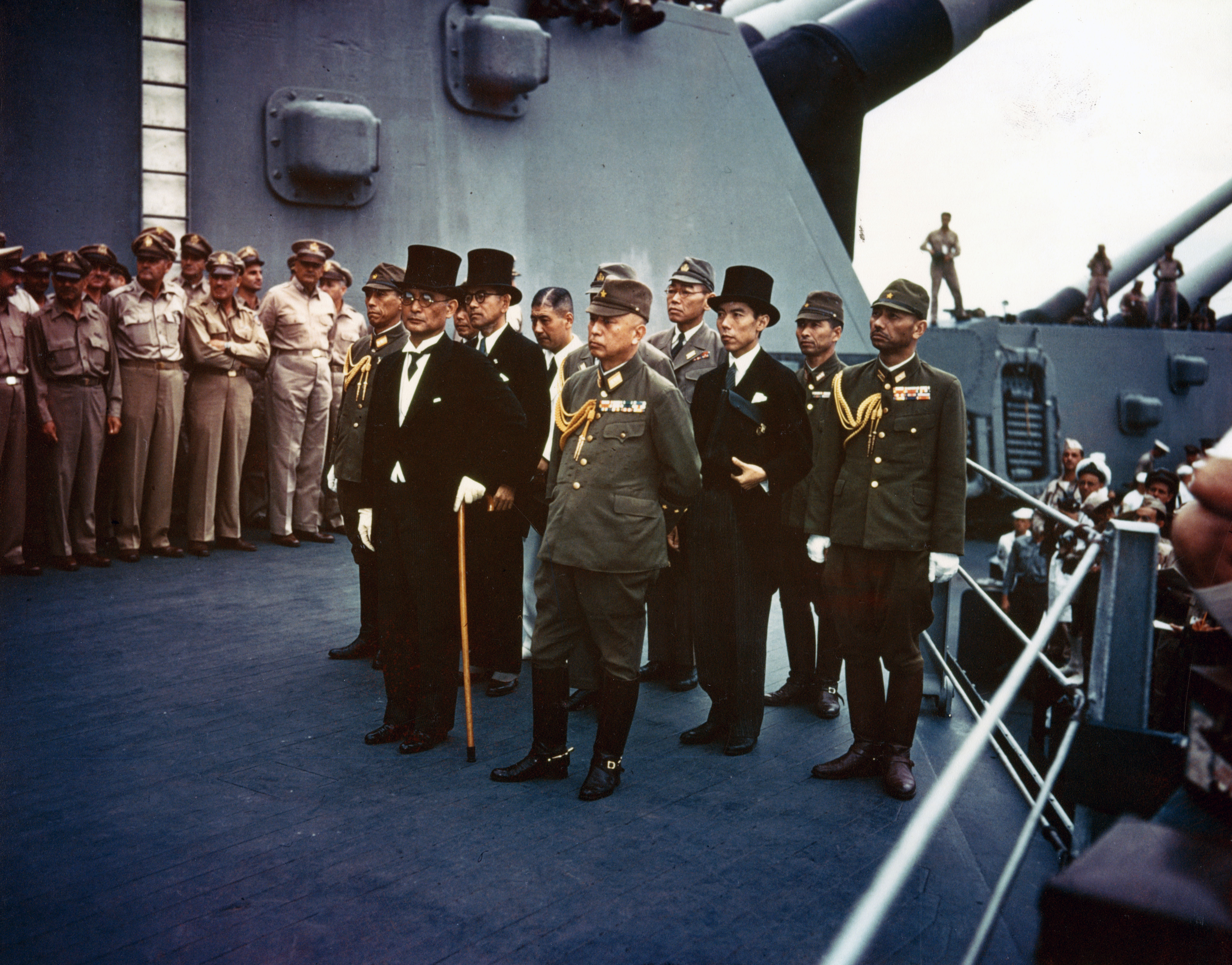
La delegación japonesa, encabezada por Mamoru Shigemitsu, se prepara para firmar el acta de rendición a bordo del USS Missouri en la bahía de Tokio, el 2 de septiembre de 1945.

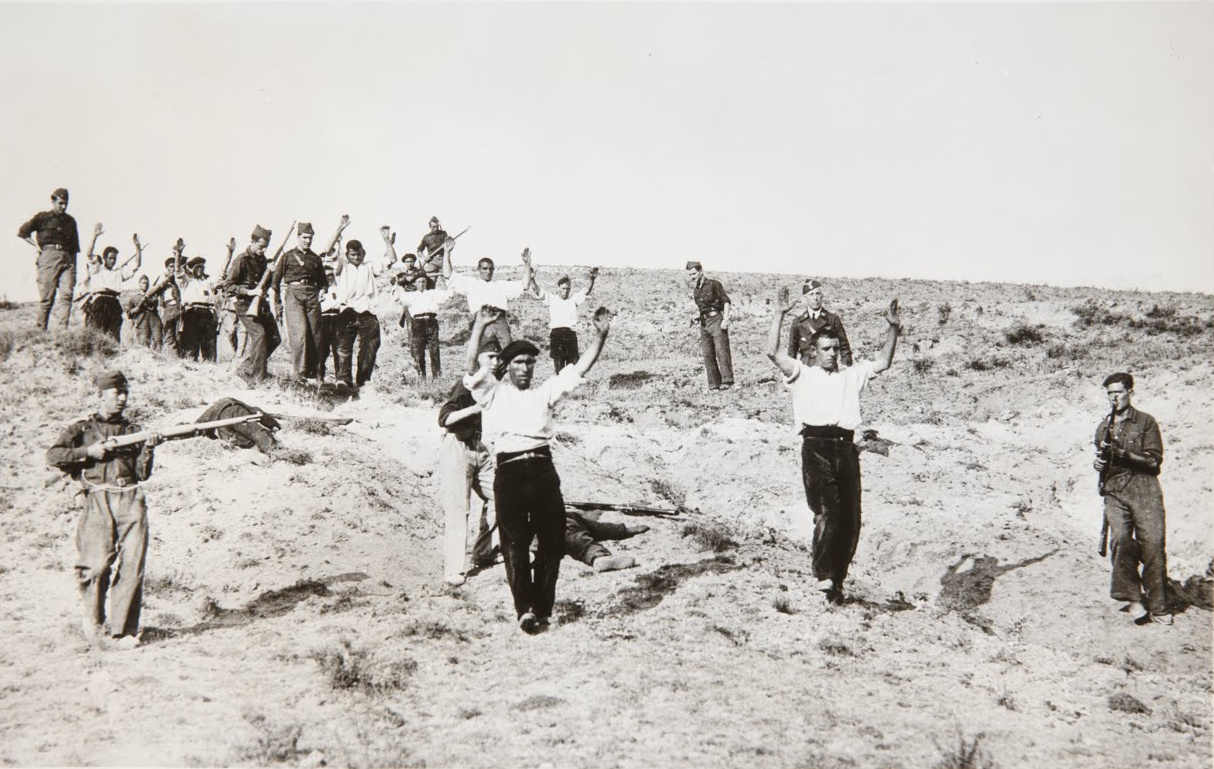
Soldados de la Segunda República Española aceptando la rendición incondicional ante los sublevados después de la batalla de Guadarrama en el marco de la guerra civil española.

Rendición incondicional es una rendición sin condiciones, en la que no se dan garantías a la parte que se rinde. En los tiempos modernos la rendición sin condiciones incluyen a menudo las garantías proporcionadas por el derecho internacional. Anunciando que la rendición incondicional es aceptable ejerce, supone también una presión psicológica sobre un adversario más débil. Tal vez la rendición incondicional más notable fue la de las potencias del Eje en la Segunda Guerra Mundial.

## Ejemplos

### Guerra de Secesión (Estados Unidos)
El uso temprano más famoso de la frase se produjo durante la batalla de Fort Donelson en el año 1862 en el transcurso de la guerra de Secesión. El general de brigada Ulysses S. Grant del Ejército de la Unión recibió una solicitud de términos del oficial al mando de la fortaleza, el general de brigada confederado Simón Bolívar Buckner. La respuesta de Grant fue que «No hay términos; solamente la incondicional e inmediata entrega puede aceptarse. Y me propongo pasar de inmediato a su obra». Cuando las noticias de la victoria de Grant, una de las primeras de la Unión en la guerra civil, llegó a Washington D. C. la prensa señaló que las dos primeras iniciales de Ulysses S. Grant, «U.S.», eran las mismas que las de «unconditional surrender» (rendición incondicional en inglés), expresión que más tarde se convertiría en su apodo.
Sin embargo, con posterioridad, las rendiciones a Grant no fueron incondicionales. Cuando Robert E. Lee entregó su Ejército de Virginia del Norte en Appomattox Court House en el año 1865, Grant accedió a permitir a los hombres bajo el mando de Lee para volver a sus casas en libertad condicional y mantener sus armas de mano y los caballos particulares. Términos generosos también se ofrecieron a John C. Pemberton en Vicksburg y (el subordinado de Grant, William Tecumseh Sherman) a Joseph E. Johnston en Carolina del Norte.
Grant no fue el primer oficial y el único en la guerra civil en utilizar este término. El primer caso se produjo cuando el general de brigada Lloyd Tilghman pidió condiciones de rendición durante la batalla de Fort Henry. El oficial de bandera Andrew H. Foote respondió: «No señor, su entrega será incondicional». Incluso en Fort Donelson, cuando el primer mensajero se acercó a la Confederación, el general de brigada Charles F. Smith, subordinado de Grant, para los términos de la rendición, Smith declaró: «No voy a admitir ningún término con los rebeldes con armas de fuego en sus manos, mis condiciones son la rendición incondicional e inmediata». El mensajero paso junto a Grant, pero no hay evidencia de que la decisión de Foote o de Smith influyeran en Grant más tarde en ese día. En el año 1863 Ambrose Burnside obligó a una incondicional entrega del Cumberland Gap y de 2300 soldados de la Confederación y en el año 1864 el general Gordon Granger obligó a una rendición incondicional del Fort Morgan.

### Guerra civil española
La guerra civil española finalizó con la rendición incondicional de las fuerzas republicanas a comienzos de 1939 tras el golpe de Estado de Segismundo Casado. Pese a que Casado solicitó condiciones y que se respetasen las vidas de los combatientes, el general Francisco Franco se negó a otorgar ninguna condición ni a aceptar ningún acuerdo que no fuese una rendición completa sin condiciones por parte de la Segunda República Española.

### Segunda Guerra Mundial
El uso del término se retomó durante la Segunda Guerra Mundial en la Conferencia de Casablanca, cuando el presidente estadounidense Franklin D. Roosevelt surgió con los otros aliados y la prensa como el objetivo de la guerra contra las Potencias del Eje de Alemania, Italia y Japón. El término también fue utilizado al final de la Segunda Guerra Mundial, cuando Japón se rindió a los aliados. Tanto Winston Churchill como Iósif Stalin desaprobaron la exigencia de rendición incondicional, al igual que los funcionarios estadounidenses del más alto nivel (excepto el general Dwight D. Eisenhower). Se ha estimado que contribuyó a prolongar la guerra en Europa a través de su utilidad para la propaganda interna alemana que se utilizó para animar a una mayor resistencia contra los ejércitos aliados, y su efecto supresor del movimiento de resistencia alemana al nazismo, incluso después de un golpe de Estado contra Adolf Hitler:

«los alemanes - y en particular los generales alemanes - que podrían haber estado a punto de lanzar otro atentado contra Hitler, y fueran capaces de realizarlo, se les disuadía de hacer el intento por la incapacidad para extraer de los aliados cualquier tipo de garantía de que tal acción podría mejorar el  trato dispensado a su país.»

 También se ha argumentado que sin la demanda de rendición incondicional Europa Central no podría haber caído tras el Telón de acero.

## Rendición a discreción
En la guerra de asedio, la exigencia de entrega incondicional de la guarnición a los sitiadores tradicionalmente se expresa como "rendición a discreción". Por ejemplo, en el sitio de Stirling durante el 1745  Rebelión Jacobita en el año 1745:
"Acto seguido, envió un mensaje verbal a los magistrados, requiriendo de manera instantánea la entrega la ciudad pero a su solicitud, ellos obtuvieron hasta diez en punto del día siguiente para preparar sus mentes. El mensaje fue tomado en consideración en una reunión pública de los habitantes, y debatido con ansiedad. La mayoría de ellos llegaron a la resolución de que era imposible defender la ciudad con un puñado de hombres en el interior y dos diputados fueron enviados a Bannockburn, el cuartel general del ejército Highland, que se ofrecieron a entregar el acuerdo, afirmando que, en lugar de rendirse a discreción, si fuera necesario, se podría defender la ciudad hasta el último extremo. Después de una negociación, que ocupó la mayor parte del martes, los siguientes términos de la capitulación fueron acordados: ...